# 沙赫乔尔斯卡亚河
沙赫乔尔斯卡亚河（俄语：Река Шахтёрская）或塔路川（日语：／）是萨哈林州乌格列戈尔斯克区的河流，长17公里，流域面积45.3平方公里，在沙赫乔尔斯克注入陶罗湖。

## 引用
1. ↑  М·Г·瓦西科夫斯基. . 列宁格勒: 气象出版社. 1973 （俄语）.
2. ↑  . 国家水登记处.   [2024-01-05]. （原始内容存档于2024-01-05） （俄语）.